# Правдовка (Хмельницкая область)
Правдовка (укр. Правдівка) — село в Ярмолинецком районе Хмельницкой области Украины.
Население по переписи 2001 года составляло 1008 человек. Почтовый индекс — 32130. Телефонный код — 3853. Занимает площадь 1,925 км². Код КОАТУУ — 6825885201.

## История
В 1946 г. указом ПВС УССР село Татаринцы переименовано в Правдовку.

## Местный совет
32130, Хмельницкая обл., Ярмолинецкий р-н, с. Правдовка